# صوم أستير
صوم أستير أو تَعَنِيت أسْتِير (بالعبرية:  תענית אסתר) هو صيام يصومه اليهود في اليوم الذي يسبق عيد المساخر، ويصادف في اليوم الثالث عشر من شهر أدَر في التقويم العبري. يُعَدُّ هذا الصيام تذكارًا لأحداث قصة أستير كما ورد في سفر أستير في التناخ، حيث تعرضت الجالية اليهودية في الإمبراطورية الفارسية لخطر الإبادة، وتم إنقاذها بفضل تدخل الملكة أستير.

## القصة
تعود أهمية صوم أستير إلى القصة المذكورة في سفر استير، حيث يصف السفر كيف حاول هامان، أحد مستشاري الملك أحشويروش، القضاء على اليهود في الإمبراطورية الفارسية. ونجح في إقناع الملك بإصدار مرسوم يسمح له بقتل جميع اليهود في المملكة، وكان محددًا لتنفيذه في اليوم الثالث عشر من شهر أدَر.

كانت الملكة أستير، واحدة من زوجات الملك، الوحيدة القادرة على محاولة تغيير هذا الأمر، ولكنها لم تُدعى إلى مقابلته، مما يعرض حياتها للخطر إذا دخلت إليه دون دعوة. إدراكًا منها للخطر الكبير، طلبت أستير من اليهود أن يصوموا ويدعوا من أجلها لمدة ثلاثة أيام، لكي تتمكن من إيجاد النعمة في عيني الملك وطلب إلغاء المرسوم:
اذْهَبِ اجْمَعْ جَمِيعَ الْيَهُودِ الْمَوْجُودِينَ فِي شُوشَنَ وَصُومُوا مِنْ جِهَتِي وَلاَ تَأْكُلُوا وَلاَ تَشْرَبُوا ثَلاَثَةَ أَيَّامٍ لَيْلاً وَنَهَاراً. وَأَنَا أَيْضاً وَجَوَارِيَّ نَصُومُ كَذَلِكَ. وَهَكَذَا أَدْخُلُ إِلَى الْمَلِكِ خِلاَفَ السُّنَّةِ. فَإِذَا هَلَكْتُ هَلَكْتُ. فَانْصَرَفَ مُرْدَخَايُ وَعَمِلَ حَسَبَ كُلِّ مَا أَوْصَتْهُ بِهِ أَسْتِيرُ.
في اليوم الثالث من الصيام، دخلت إلى غرفة الملك دون دعوة. لحسن الحظ، رأى الملك أستير ورحمها. دعت الملك وهَمَان إلى وليمة، حيث كشفت عن هويتها اليهودية وفضحت مخططات هَمَان ضد اليهود. فيما بعد، صُدم الملك من تصرفات هَمَان وأمر بمعاقبته. كما أصدر مرسومًا جديدًا يتيح لليهود الدفاع عن أنفسهم ومحاربة أعدائهم. في اليوم الثالث عشر من أدَر، نجح اليهود في صد أعدائهم وإنقاذ أنفسهم.
وإحياءً لذكرى هذا الحدث، يمارس اليهود صيام أسْتير ليوم واحد، في اليوم الثالث عشر من شهر أدَر، ويحتفلون بذكرى النصر بعيد المساخر في اليوم التالي، في الرابع عشر من أدَر.

## الطقوس والممارسات
يبدأ الصيام عند الفجر وينتهي بعد غروب الشمس، ويستمر تقريبًا لمدة 14 ساعة. خلال هذا الوقت، يمتنع اليهود عن تناول الطعام والشرب، كما يحرصون على تلاوة الصلوات الخاصة بالصيام.
يُعتَبَر هذا الصيام استثنائيًا بين صيامات اليهود لأنه لا يشير إلى حدث مرتبط بتدمير الهيكلين، بل إلى حدث تاريخي آخر. بالإضافة إلى ذلك، بما أن اليهود نُقِذوا في النهاية من هذا المرسوم، وكون الصيام قريبًا من عيد المساخر، فإن هذا الصيام لا يتّسم بالحزن والحداد الذي يميز الصيامات الأخرى المتعلقة بتدمير القدس والهيكلين الأول والثاني.